# Wielka Synagoga w Pińsku
Wielka Synagoga w Pińsku (biał. Сінагога Вялікая, ros. Большая Синагога lub Синагога портных) – jedna z głównych synagog Pińska (zwana synagogą krawców) położona przy ulicy Królowej Bony (obecnie: skrzyżowanie ulic Biełowa i Korża). 

## Historia
Data jej budowy sięga – według różnych wersji – 1506, 1616 lub 1640. Od tego czasu była wielokrotnie przebudowywana i niszczona w okresie miejskich rozruchów antyżydowskich oraz powstania Chmielnickiego (wtedy podpalona).
W dwudziestoleciu międzywojennym jednopiętrowy kamienny budynek był siedzibą żydowskich ortodoksów. W czasie II wojny światowej bóżnica została spalona przez Niemców. Portal Radzima.org podaje informację o wyburzeniu bóżnicy w latach sześćdziesiątych XX wieku przez władze radzieckie. 
Obok Wielkiej Synagogi stał żydowski dom modlitewny Bejs Hamidrasz Klojz zburzony kilka lat później pod budowę miejskiego domu kultury.

## Galeria

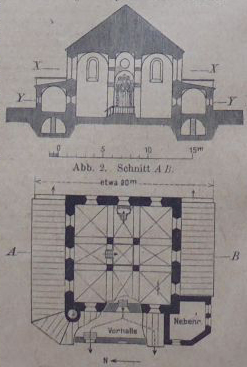
Plan synagogi z 1915 roku
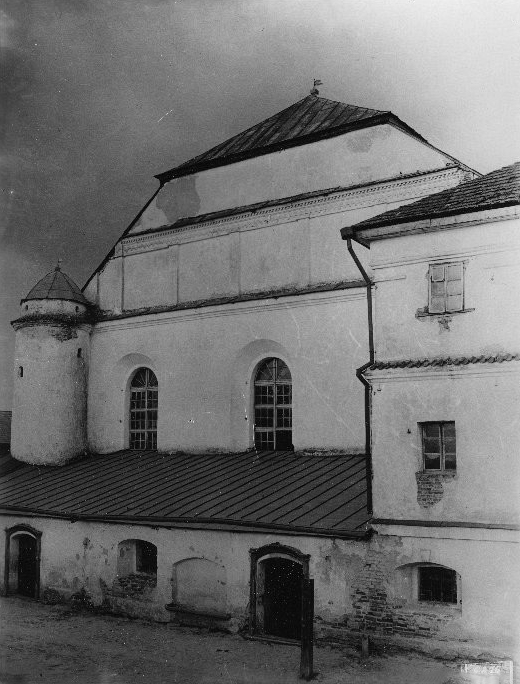
Synagoga od strony zachodniej, 1917
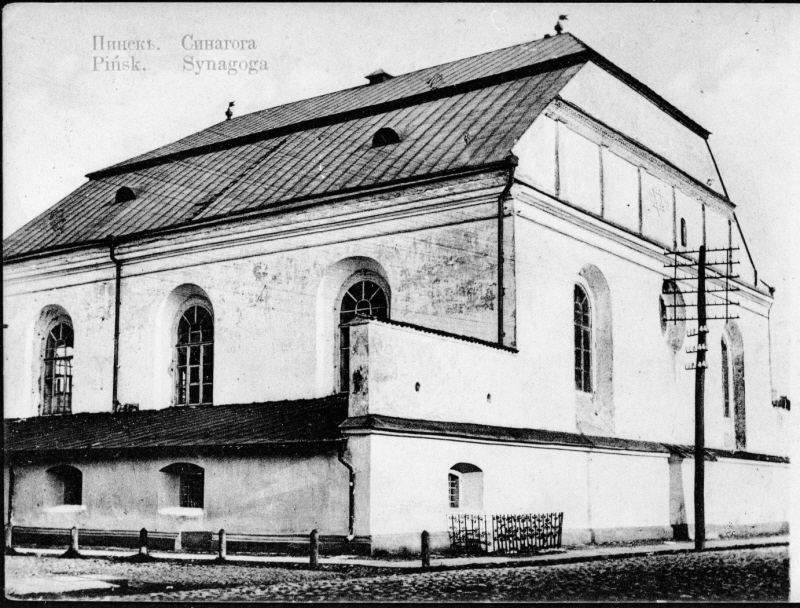
Synagoga od strony południowo-wschodniej, 1915
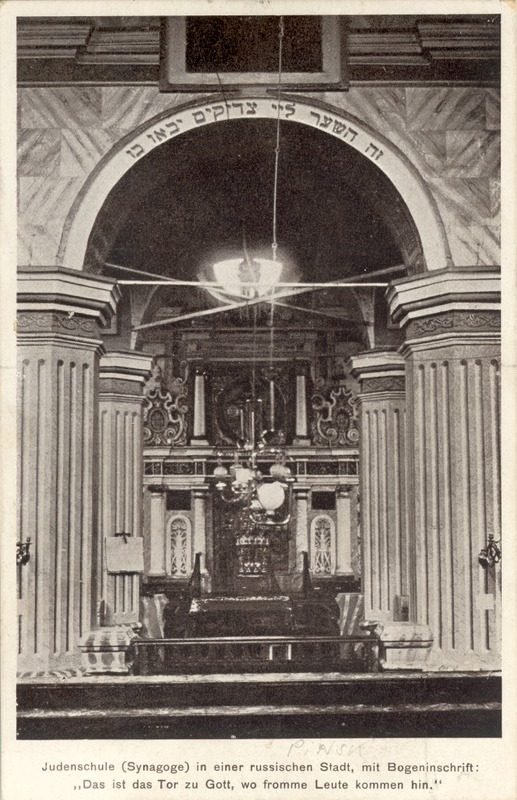
Wnętrze synagogi, 1916
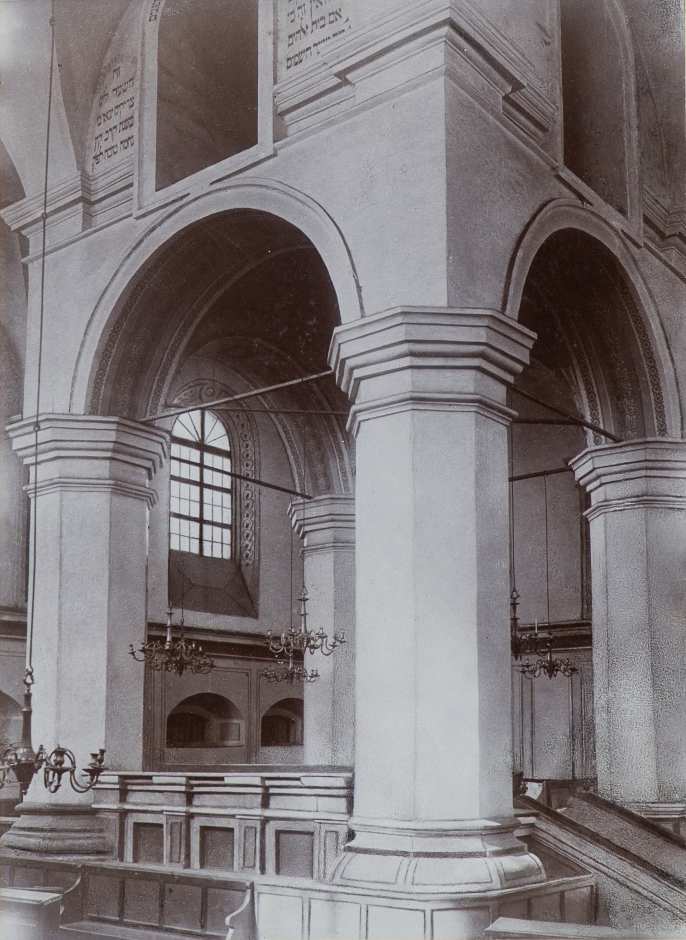
Bima, 1914
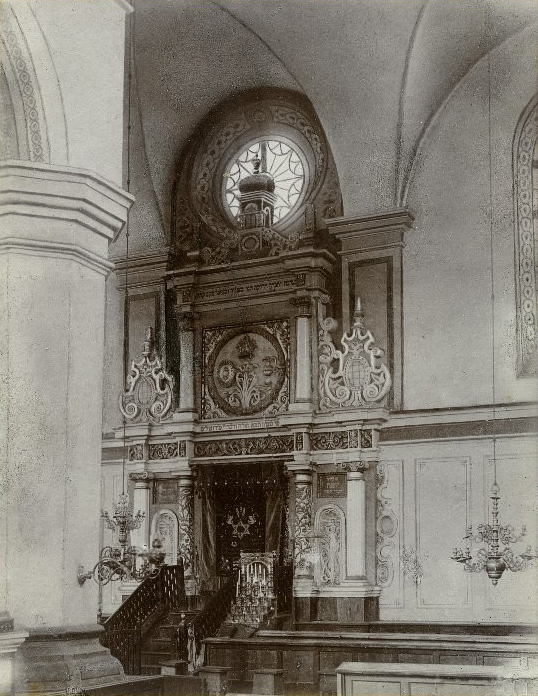
Aron ha-kodesz, 1914
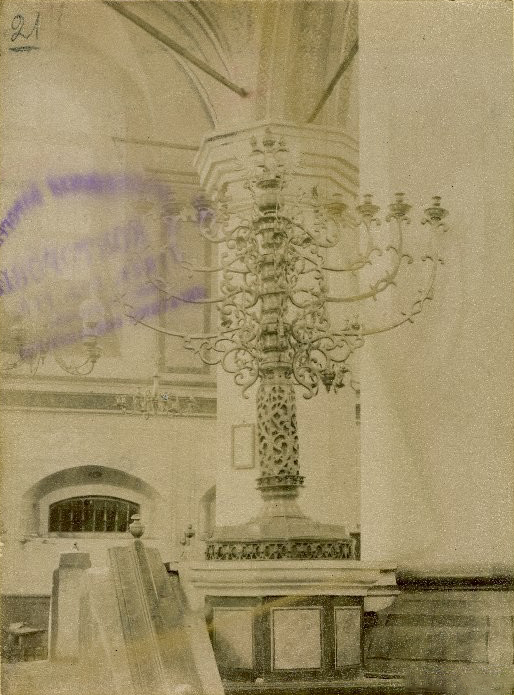
Menora